# Winterthur
Winterthur es una ciudad y comuna suiza del cantón de Zúrich, capital del distrito de Winterthur. Es la sexta ciudad más poblada de Suiza y la primera entre las que no son capitales cantonales.

## Historia
La existencia de asentamientos humanos en Winterthur ha sido comprobada arqueológicamente y las informaciones recogidas indican que estos comienzan en la Edad del Bronce. El territorio se encuadraba dentro del de los Tigurini, una de las tribus de los Helvetii. En época romana en el lugar del actual Oberwinterthur (zona alta y más antigua de la ciudad) existió un asentamiento de tipo militar (un castellum), cuyo nombre era Vitudurum (aunque a veces es llamado también Vitodurum), según una célebre inscripción de la época de Diocleciano y Maximiano que recuerda la reconstrucción de sus muros , posiblemente como consecuencia de ataques de los alamanes a mediados del siglo III d. C.; este topónimo podría indicar un previo origen céltico, aunque hasta ahora no se han hallado restos atribuibles a dicho supuesto origen. El asentamiento romano de Vitudurum, en cambio, aunque nunca debió ser mucho más que una aldea grande (un vicus), sí ha dejado vestigios (el más relevante un templo galorromano de planta cuadrada) y es actualmente uno de los focos de investigación arqueológica en el cantón de Zúrich. La seguramente pequeña ciudad era punto de paso de la calzada romana procedente de Vindonissa (actual Windisch) hacia Brigantium (mod. Bregenz) y Vindobona (mod. Viena); el fuerte fue abandonado hacia el año 400 d. C.
Existen documentos que comprueban la existencia de un poblado en la zona del actual centro de la ciudad en 1180. Se basa probablemente en un asentamiento de la Baja Edad Media del siglo XII. La primera construcción de la iglesia principal dedicada a San Lorenzo data de los siglos XII y XIII. A principios del siglo XIII la ciudad se desarrolla bajo el dominio del conde de Kyburgo y a partir de 1264 bajo dominio de los Habsburgos. Sin embargo, nunca llegó a desempeñar un papel importante entre las ciudades campestres de los Habsburgos. Tan solo en el siglo XV se convirtió Winterthur durante pocos años en ciudad libre antes de pasar a Zúrich como aliada en 1467, bajo cuyo dominio se quedó hasta 1798. 
En la segunda mitad del siglo XIX, la ciudad creció rápidamente debido a la fuerte industrialización. La edificación de los barrios inmediatamente en las afueras del casco antiguo está predominada aún hoy por los edificios representativos públicos y privados de los años 1860-1880. A partir de 1860 Winterthur desempeñaba un papel destacado en la política cantonal, liderando la oposición contra el liberalismo económico de Zúrich. Este auge político y económico fue interrumpido por la gran crisis de los ferrocarriles privados de Suiza, en 1882. La ciudad tardó hasta 1950 en poder devolver las deudas acumuladas.
La crisis económica mundial de los años 1930 también tocó gravemente a la ciudad, pero debido a un clima de entendimiento los partidos políticos se unieron a hacer frente. Una de las razones principales era que el partido principal de Winterthur, los demócratas, tenían más bien una tendencia social-liberal y no, como los liberales dominantes en el cantón de Zúrich, una tendencia de economía liberalista. Actualmente el partido más fuerte es el partido socialista (PSS).
Winterthur era reputada por ser una ciudad industrial trabajadora. Hoy esto ha cambiado radicalmente. Grandes instalaciones industriales son reconvertidas, entre otras cosas como sedes de una escena muy activa de fiestas, música y teatro.

## Clima
Al estar ubicada geográficamente en un territorio alejado de corrientes marinas y de grandes océanos, la ciudad cuenta con un clima continental húmedo, con veranos relativamente cálidos e inviernos lluviosos y fríos. Las temperaturas veraniegas generalmente oscilan entre los 11 °C en la noche y los 24 °C en el día. En invierno, las temperaturas bajan considerablemente, pero rara vez se registran heladas. Las temperaturas invernales van de 4 °C en el día a -3 °C en la noche.

## Geografía

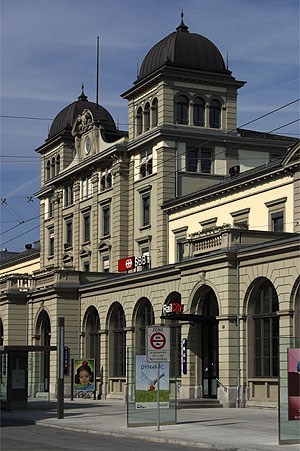
Estación de trenes de Winterthur

Winterthur se encuentra en el noreste de Suiza entre Zúrich y la ciudad de San Galo (Sankt Gallen). Es la segunda ciudad en el cantón de Zúrich. Posee un elevado porcentaje de zonas verdes (tiene el conjunto de bosque más extenso del cantón de Zúrich) y, por lo tanto, es considerada una "ciudad verde". La edificación suelta en los suburbios, el resultado de una planificación muy previsora de los años 1920, también consiguió que se le denominara "ciudad jardín" a pesar de haber tenido un fuerte carácter industrial marcado por la elaboración de maquinaria hasta los años 1980. Por estos esfuerzos, la ciudad fue galardonada en 1989 con el Premio Wakker (Wakkerpreis) de la protección civil suiza.
Por la ciudad pasan los ríos Eulach y Töss. Eulach y Mattenbach (un riachuelo) están canalizados en gran parte y fluyen por canalizaciones subterráneas. El plano de grava depositada por el río Eulach que alberga la ciudad, está rodeado por terreno ondulado con colinas que enmarcan la ciudad por casi todos los lados. Los nombres de estas colinas son Eschenberg, Brüelberg, Wolfensberg y Lindberg. En el extremo sur del bosque Lindberg se halla el Goldenberg, desde donde se tiene una buena vista panorámica sobre toda la ciudad y en cuyas laderas se plantan vides.
La ciudad limita geográfica y políticamente de la siguiente forma: al norte con las comunas de Neftenbach, Hettlingen, Seuzach, Dinhard y Rickenbach, al este con Wiesendangen, Elsau y Schlatt, al sur con Zell, Kyburgo, Illnau-Effretikon y Lindau, y al oeste con Brütten, Oberembrach y Pfungen.
La ciudad es un nudo de tráfico natural en la salida de los valles del Töss y del Kempt y une estos valles con la zona vinícola de la parte norte del cantón de Zúrich. Hoy se encuentra en Winterthur un enlace importante de ferrocarriles con trenes hasta Zúrich, Schaffhausen, Bauma (en el valle del Töss), Frauenfeld, Bühlach y Stein a orillas del Rin. La estación cuenta con una de las frecuencias más elevada de trenes en toda Suiza.
La ciudad de Winterthur está compuesta por siete barrios: Altstadt (el casco antiguo), Mattenbach, Oberwinterthur*, Töss*, Veltheim*, Seen* y Wülflingen*. 
Nota: * antiguamente comunas independientes que se unieron administrativamente a Winterthur en 1922 aunque aún conservan una gran autonomía.

## Economía

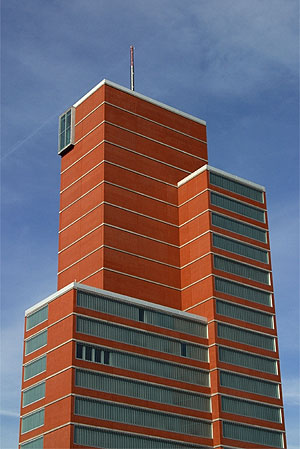
Edificio de Swisscom

Aparte de la aseguradora Winterthur Group, la ciudad se ha hecho famosa como sede de diversas empresas del ámbito de la construcción de maquinaria (Gebrüder Sulzer, Fábrica de máquinas Rieter). 
Desde los años 1980, la economía de Winterthur ha cambiado mucho de la industria de maquinaria hacia una economía de servicios (seguros y bancas). En los años 90 se vio, sin embargo, un declive de este sector por la venta de los seguros Winterthur al grupo CréditSuisse y las siguientes medidas de reestructuración.
Con un marketing profesional de la ciudad, el primero de este tipo en Suiza, se intentó paliar las consecuencias a partir de 1992 fomentando una política para atraer nuevas industrias. Los primeros éxitos fueron la instalación de la empresa norteamericana "Zimmer" y algunas otras del ámbito medicinal y de alta tecnología.
En 2018 se construyó el AXA Arena, un estadio cubierto con capacidad para unos 2000 espectadores y un complejo deportivo y de atletismo a su alrededor. Suele albergar partidos de floorball y balonmano. En mayo de 2025 se celebró el Mundial de Floorball 3v3, siendo un éxito de asistencia y cosechando el equipo suizo la victoria tanto en masculino como en femenino.

## Escudo
El escudo de la ciudad de Winterthur consta de una raya diagonal plateada acompañada de dos leones rojos. Es derivado del escudo del conde de Kyburgo.

## Política

### Ejecutivo

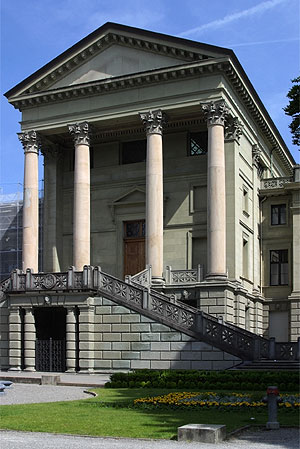
Alcaldía

El órgano ejecutivo de la ciudad es el "Concejo Municipal" (Stadtrat). Está formado por siete miembros que son elegidos cada cuatro años por el pueblo. La sede del Concejo es el ayuntamiento (Stadthaus), que fue construido entre 1865 y 1869 según planos de Gottfried Semper.

#### Legislatura 2002-2006
- Michael Künzle (Cultura y servicios, alcalde de la ciudad)
- Stefan Fritschi (Educación y deporte)
- Matthias Gfeller (Instalaciones técnicas)
- Nicolas Galladé (Asuntos sociales)
- Yvonne Beutler (Finanzas)
- Josef Lisibach (Construcción e Infraestructura)
- Barbara Günthard-Maier (Seguridad y Medio Ambiente)

### Legislativo
El legislativo de la ciudad es el Gran Concejo de la Comunidad (Grosser Gemeinderat). Está formado por unos 60 miembros de 9 partidos (2003) y, como el Concejo, es elegido cada cuatro años por el pueblo. 
Reparto de escaños en 2002:
- PSS: 21
- Unión Democrática del Centro (Schweizerische Volkspartei) / SVP / UDC: 14
- Partido Radical democrático / FDP: 10
- Partido evangélico suizo (Evangelische Volkspartei) / EVP / PES: 4
- Partido Demócrata Cristiano / CVP: 4
- Los Verdes: 4
- Unión Democrática Federal (Eidgenössisch-Demokratische Union) / EDU: 1
- Demócratas suizos (Schweizer Demokraten) / SD: 1
- AL: 1

### Judicial
Los siguientes juzgados tienen sede en Winterthur:
- Juzgado de la seguridad social (Sozialversicherungsgericht) del cantón de Zúrich.
- Juzgado del distrito de Winterthur

## Arte y cultura

### Escuelas y Universidades
- Universidad de Zúrich dep. Winterthur
- Escuela Cantonal Im Lee (Educación de nivel mediano - Mittelschule)
- Escuela Cantonal Rychenberg (Educación de nivel medio - Mittelschule)
- Escuela Cantonal Büelrain; KBW (Educación de nivel medio - Mittelschule
- Escuela de economía KV Winterthur (Formación profesional - Berufsschule)
- Escuela de formación profesional Winterthur; BBW (Berufsschule)
- Escuela de música y conservatorio Winterthur
- Universidad de música y Teatro de Zúrich
- Universidad Técnica Suiza (Schweizerische Technische Fachschule)

### Museos

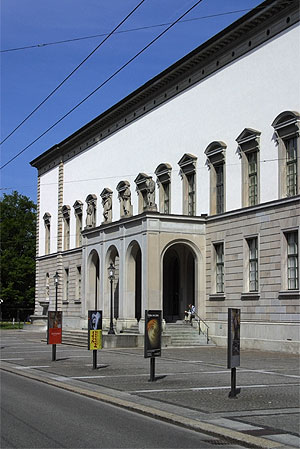
Museo Oskar Reinhart

Winterthur tiene reputación de "ciudad de museos" con un total 17 museos, algunos de ellos de reputación mundial.
- Museo de Arte (Kunstmuseum) Winterthur (colección de arte moderno suizo desde los grupos de trabajo del final del siglo XIX hasta el presente)
- Museo "Oskar Reinhart" «Am Stadtgarten» (600 obras de artistas alemanes, suizos y austríacos desde el siglo XVIII hasta el siglo XX)
- Colección Oskar Reinhart «Am Römerholz». Una de las colecciones particulares más importantes del siglo XX ubicada en la antigua casa particular del coleccionista. El foco está en la pintura de los maestros antiguos y la pintura francesa del siglo XIX y principios del siglo XX, especialmente de los impresionistas (ver Fundación Oskar Reinhart).
- Villa Flora - Colección Hahnloser (pintura francesa del siglo XIX y del siglo XX en la antigua casa de la pareja coleccionista)
- Museo Briner y Kern, ayuntamiento
- Museo de Fotografía
- Fundación Fotografía de Suiza
- Sala de arte Winterthur, Waaghaus
- Museo Lindengut (estilos de vida del siglo XVIII y principios del siglo XIX, historia de la ciudad)
- Palacio Hegi
- Palacio Mörsburg, Winterthur-Stadel
- Gabinete numismático y colección de antigüedades de la Ciudad de Winterthur, Villa Bühler
- Museo Archivo Internacional de Árboles (Internationales Baum-Archiv)
- Museo de Ciencias Naturales (Colecciones de Ciencias Naturales)
- Tecnorama – Museo técnico (Science Center)
- Museo de la Industria de Winterthur
- Colección de relojes Kellenberger (en el museo de la industria de Winterthur)

### Música y orquestas
- Musikkollegium Winterthur[3]
- Orquesta Reto Parolari
- Orquesta de jóvenes sinfónicos de Winterthur (WJSO)
- 13 Asociaciones musicales en toda la ciudad
- El grupo de Celtic Metal Eluveitie

### Teatros

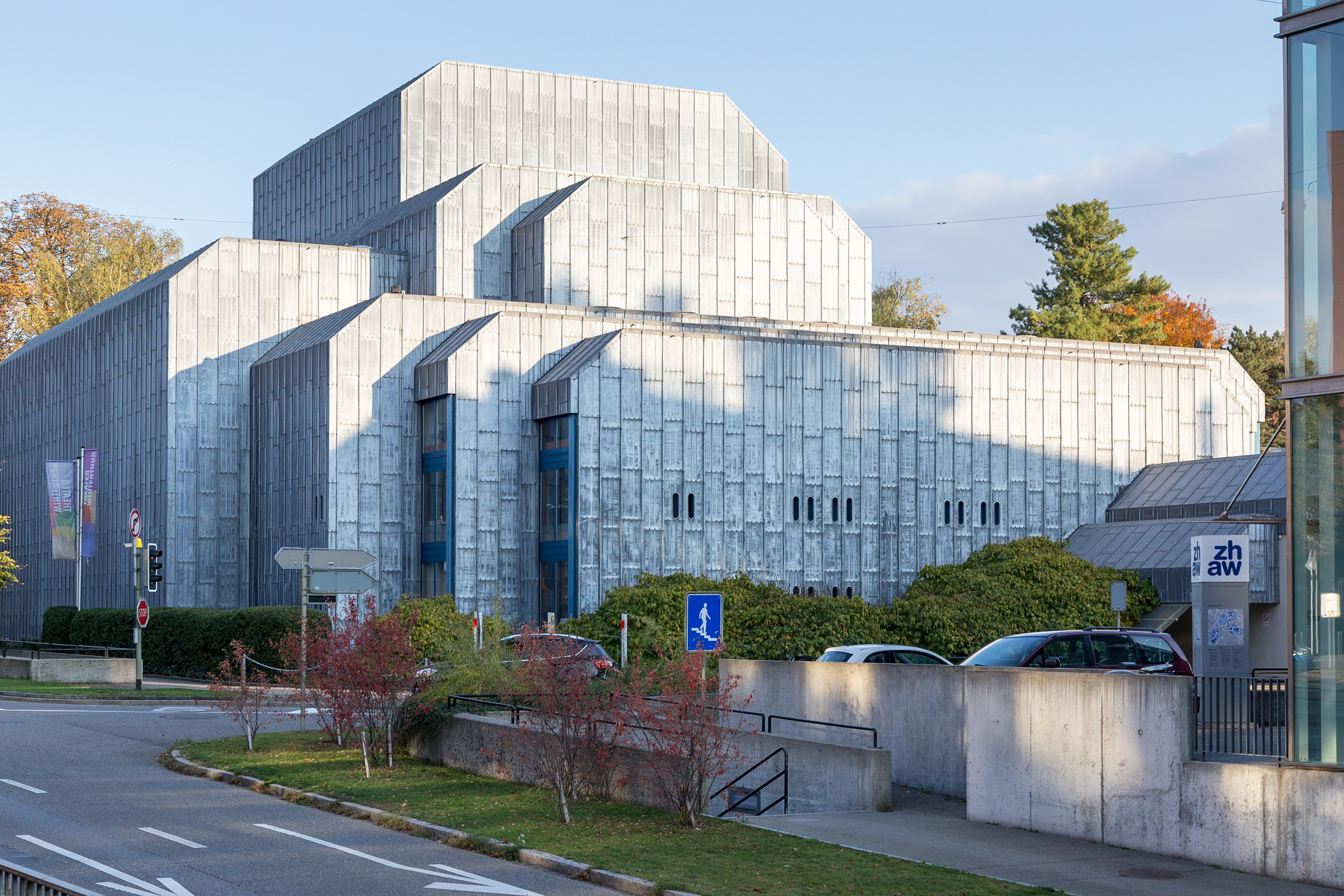
Theatro Winterthur

- Teatro "Winterthur am Stadtgarten", Gastspieltheater
- Teatro en el Casino
- Teatro al lado del Ferrocarril (Theater am Gleis), teatro para el pequeño arte comprometido)
- Teatro estival (Sommertheater) Winterthur, teatro al aire libre desde 1865
- Teatro en la bodega (Kellertheater) Winterthur
- Teatro del cantón de Zúrich (TZ), teatro que representa en los municipios de Zúrich y que está financiado por estos municipios.
- Teatros de marionetas „im Waaghaus“

### Acontecimientos
- Afro-Pfingsten, conciertos y mercados africanos a finales de mayo
- Albani-Fest, fiestas de la ciudad en honor de san Alban
- Kyburgiade, festival internacional de música de cámara en el palacio de Kyburg, principios de agosto
- Winterthurer Musikfestwochen, festival musical y cultural de Winterthur de dos semanas ubicado en el casco antiguo de la ciudad; agosto – septiembre
- Internationale Kurzfilmtage Winterthur, jornadas internacionales de cortometrajes, a principios de noviembre
- Buenzli Demoparty, un acontecimiento de la escena de protesta
- Bambole Openair, Wülflingen, principios de agosto
- Dorffest (Fiesta del pueblo) en los antiguos pueblos de Veltheim, Wülflingen, Töss, Seen y Oberwinterthur

### Castillos y palacios

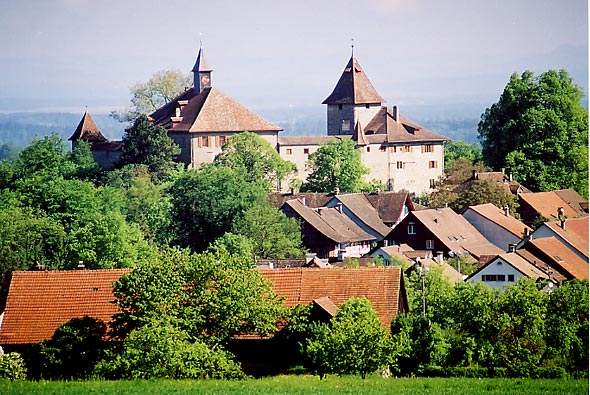
Castillo de Kyburgo

- Palacio Kyburg
- Palacio Mörsburg
- Palacio Wülflingen
- Palacio Hegi
- Castillo Alt-Wülflingen

### Periódicos
- Der Landbote (diario)
- Stadtblatt (periódico semanal, sucesor del Winterthurer AZ)
- Winterthurer Stadtanzeiger (periódico semanal gratuito)
- Winterthurer Zeitung (periódico semanal gratuito, sucesor indirecto de „Winterthurer Woche“)

## Ciudades hermanadas
La ciudad de Winterthur tiene varias ciudades hermanadas. Los enlaces con estas ciudades se cultivan sobre todo debido al intercambio cultural y las relaciones entre las administraciones. En algunos casos también hay contactos en los ámbitos deportivo o científico.
- Yverdon-les-Bains (Suiza)
- La Chaux-de-Fonds (Suiza)
- Pilsen (República Checa)
- Hall in Tirol (Austria, desde 1948)